# Pease 1
Pease 1 (NGC 7078 AC 10, Kustner 648, IRES 21274+1156) és una nebulosa planetària descoberta fotogràficament el 1928 dins del cúmul globular M15 per l'astrònom nord-americà Francis Pease; és una de les quatre descobertes fins a la data (2006) en un cúmul globular. Està situada a 21 h 29 m 59,38 s d'ascensió recta i +12º 10' 27,5" de declinació (2000.0).
Catalogada com una estrella per l'astrònom alemany Friedrich Kustner el 1921, telescòpicament apareix amb un diàmetre de només 2"; s'ha demostrat que està situada realment en M15, ja que es desplaça a la mateixa velocitat radial que el cúmul (se'ns aproxima a 140,6 km/s, una mica més de 506.100 km/h). Telescòpicament apareix com una diminuta taca borrosa tot just perceptible; és visible amb qualsevol telescopi a partir dels 150-200 mm d'obertura; degut al fet que està formada per gasos, és més perceptible si s'utilitza un filtre nebular. La seva magnitud en banda B (filtre blau) és igual a la 13,39, la magnitud en banda V (filtre verd) és 14,06; el seu índex de color B-V és igual a -0,67.
El telescopi espacial Hubble va realitzar el 1998 un estudi detallat de la nebulosa i demostrà que les principals línies d'emissió estan produïdes per l'oxigen (O III), l'hidrogen (H Alfa) i el nitrogen (N II). L'estrella central, amb una temperatura pròxima a 40.000 K, va ejectar la nebulosa fa uns 4.000 anys.